# Atauro
Atauro, Ataúro (portuguès) o Pulau Kambing (indonesi), tots dos noms signifiquen “illa de les cabres”, pel predomini d'aquests animals entre la seva fauna silvestre, és una de les tres illes que formen la República de Timor Oriental, juntament amb l'illa de Timor, molt més gran, i l'illot de Jaco.

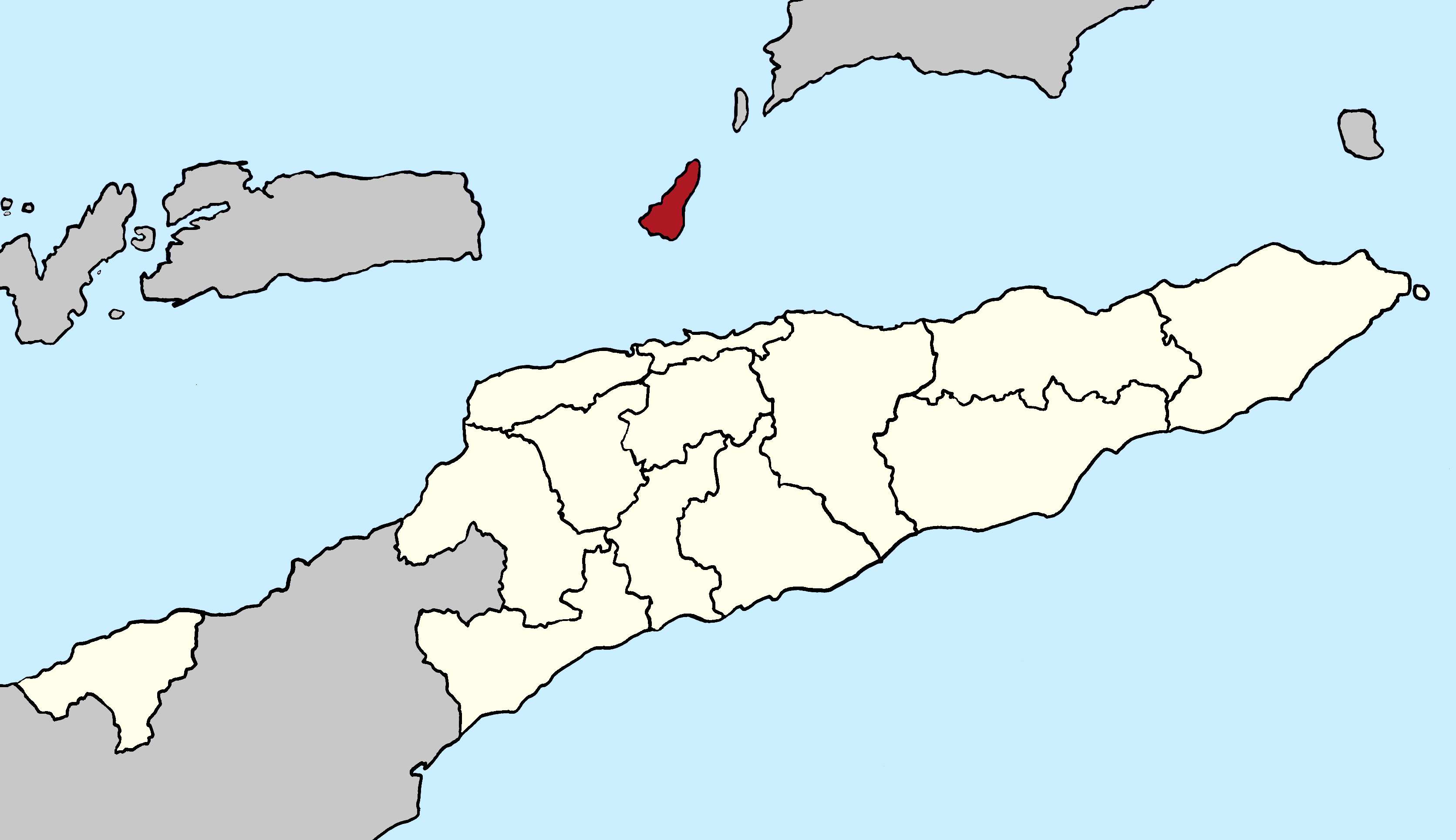
Situació de l'illa Atauro

Atauro és una de les illes de l'arxipèlag de les Illes Petites de la Sonda i al nord de Timor, a uns 25 km de la capital, Dili, de la qual conforma un subdistricte. De fet, és més a prop de les illes d'Indonèsia que té a cada costat: Alor, a l'oest, que és la més oriental de les de la província de les Illes Petites de la Sonda Orientals, i Wetar, a l'est, que marca l'extrem sud-oest de l'arxipèlag de les Moluques. L'illa té una forma allargada de nord a sud, amb una amplada màxima d'uns 9 km i una longitud d'uns 22. En total, 140 km² de superfície.
D'origen volcànic, és una illa amb recursos escassos. La vegetació ha estat víctima de sobreexplotació. L'aigua dolça no és gaire abundosa, només hi ha algunes fonts i els pous, que forneixen una aigua de poca qualitat. El relleu ve marcat per freqüents esllavissades de terra. Les cotes d'altitud de l'illa marquen un gran desnivell entre els 999 m del punt més alt, la muntanya Manucoco, i els -3.500 del fons de l'estret que separa Atauro de Timor.

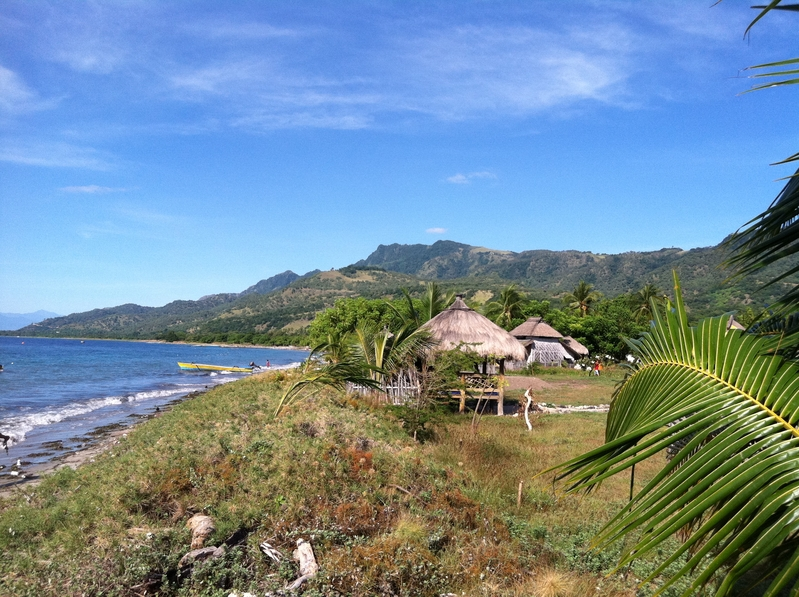
Paisatge de la costa d'Atauro

Els 8.600 habitants de l'illa es reparteixen en poblets agrupats en cinc districtes: Beloi, Biqueli, Macadade, Maquili i Vila Maumeta. Aquesta darrera en constitueix la vila més important. Es dona la circumstància que, en un país majoritàriament catòlic com és Timor Oriental, al nord d'Atauro la religió predominant és la calvinista, producte de l'evangelització holandesa de principis del segle xx.
L'activitat econòmica de l'illa gira entorn del sector primari i la pesca. Però cada vegada cobren més interès les activitats relacionades amb el turisme com l'ecoturisme o el submarinisme als esculls de corall.